# ميخائيل ستيرن (موزع)
ميخائيل ستيرن (بالإنجليزية: Michael Stern)‏ هو موزع أمريكي، ولد في 17 ديسمبر 1959.

## وصلات خارجية
- ميخائيل ستيرن على موقع ميوزك برينز (الإنجليزية)
- ميخائيل ستيرن على موقع أول ميوزيك (الإنجليزية)
- ميخائيل ستيرن على موقع ديسكوغز (الإنجليزية)